# Rene Gagnon
René Arthur Gagnon (ur. 7 marca 1925 w Manchesterze w stanie New Hampshire, zm. 12 października 1979 tamże) – kapral United States Marine Corps, jeden z sześciu żołnierzy amerykańskich uwiecznionych 23 lutego 1945, podczas tzw. drugiego zatknięcia flagi amerykańskiej nad Suribachi (najwyższym szczytem wyspy Iwo Jima), przez fotografa Joego Rosenthala (oraz na Marine Corps War Memorial) w trakcie inwazji wojsk amerykańskich na wyspę, rozpoczętej 19 lutego.
W przeciwieństwie do Iry Hayesa i Johna Bradleya, Rene Gagon skorzystał ze statusu gwiazdy zyskanego podczas II wojny światowej. Pojawił się w dwóch filmach opowiadających o bitwie o Iwo Jimę: To the Shores of Iwo Jima (rządowy dokument przedstawiający ustawienie flagi na wyspie) i fabularnym Piaski Iwo Jimy. Brał udział w show Rose Bowl.

## Odznaczenia
- US Navy and US Marine Corps Presidential Unit Citation – dwukrotnie
- China Service Medal
- Medal Kampanii Amerykańskiej
- Medal Kampanii Azji-Pacyfiku – dwukrotnie
- Medal Zwycięstwa w II Wojnie Światowej